# Gerace

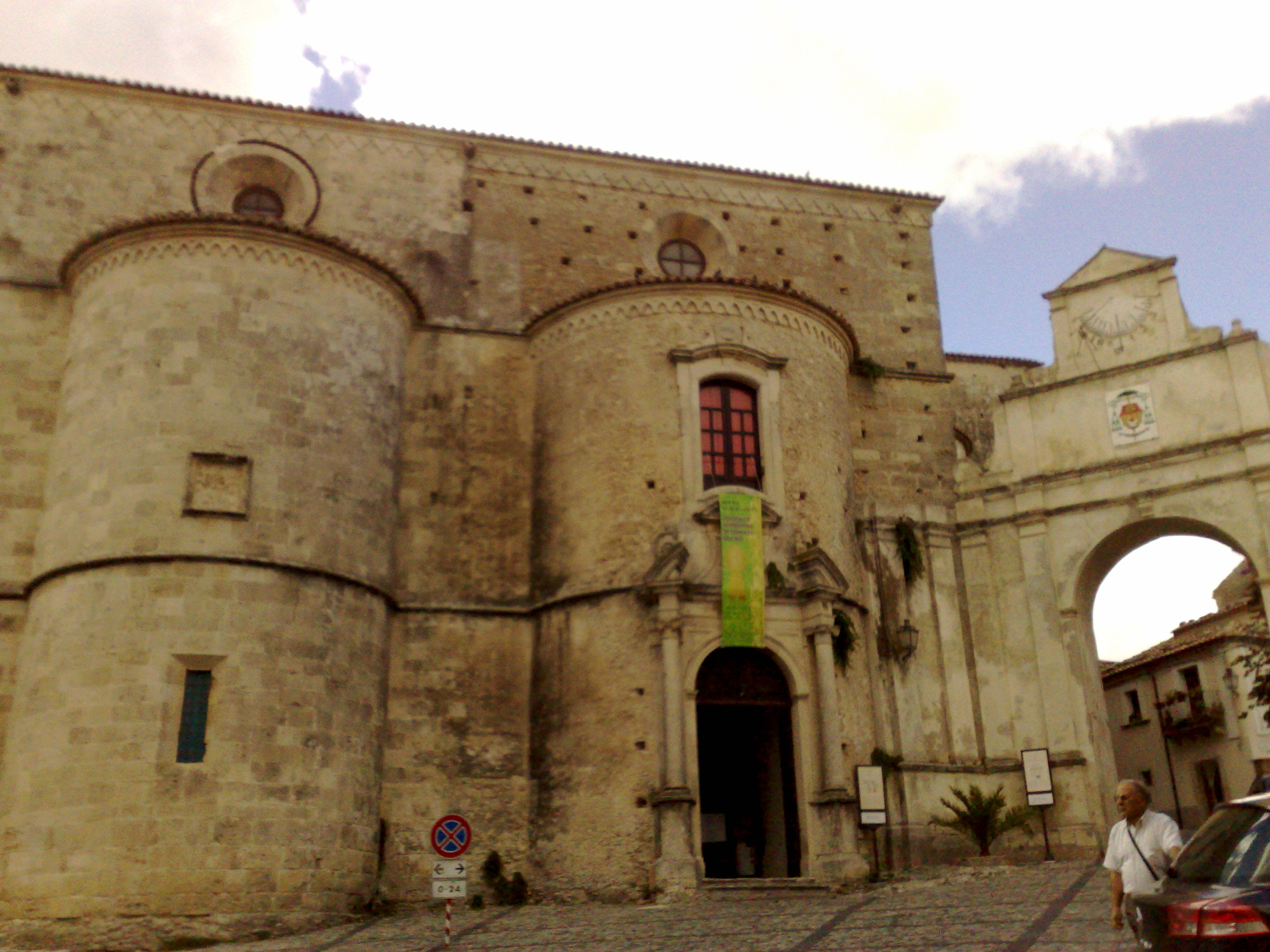
Catedral de Gerace

Gerace es un municipio italiano y su capital, de 2.892 habitantes en la provincia de Reggio Calabria. Está ubicada tierra adentro respecto a Locri si bien esta última ciudad y el mar pueden verse desde la alta roca vertical de 500 m s. n. m. de Gerace. La ciudad queda sobre una colina formada por conglomerados de fósiles marinos de hace 60 millones de años. Gerace está inscrita en el listado de I Borghi più belli d'Italia como séptima aldea más hermosa de Italia.

## Historia

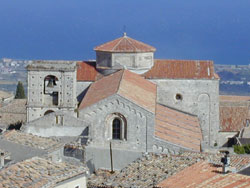
Catedral de Gerace.

El nombre de la ciudad deriva del griego Ierax (gavilán). Según una leyenda, los habitantes de la costa, huyendo del ataque sarraceno de 915, fueron guiados por un gavilán hasta las montañas que dominaban la zona de Locri, y aquí fundaron la ciudad. Los hallazgos arqueológicos han demostrado que la zona estaba de hecho habitada desde el Neolítico; también quedan trazas de presencia de sículos.
Más tarde, incluso durante el mayor periodo de esplendor de Locri, la colina estuvo habitada y fue después el lugar de una guarnición militar romana. Después de la reconquista bizantina de Italia (siglo VI), la ciudad se convirtió en una capital administrativa, militar y religiosa con el nombre de Santa Ciriaca. 
En 986 los sarracenos conquistaron brevemente la ciudad, pero regresó al control bizantino hasta la conquista normanda de 1059. Gerace fue la sede de un principado, cuyo símbolo era el castillo. Posteriormente siguió la suerte del Reino de Nápoles. Durante las Vísperas sicilianas (finales del siglo XIII), Gerace fue ocupada por el almirante aragonés Roger de Lauria quien la incluyó en su propio dominio feudal; más tarde se convirtió en una «Ciudad Real».
En 1348 se convirtió en condado, una posesión de los Caracciolos, Consalvo de Cordova y, como un principado, de los Grimaldi (finales del siglo XVI). Con la abolición del feudalismo en 1806, Gerace se convirtió en capital de distrito.
Una nueva ciudad moderna, Gerace Marina, se construyó en la costa en el siglo XIX para albergar nuevos edificios públicos. El nombre se cambió a Locri en 1934.

## Lugares de interés
Los principales atractivos de Gerace son los restos del antiguo castillo normando (probablemente comenzado en el siglo X por los bizantinos) en lo alto de Gerace, y la ciudad medieval perfectamente conservada. En el pasado llegó a tener 128 iglesias; las más destacadas entre las que quedan son:
- Iglesia de San Francesco d'Assisi (San Francisco de Asís, siglo XIII), que contiene un precioso altar barroco.
- El Duomo o catedral normanda, el edificio religioso más grande de Calabria, que incluye la prisión de los Cinco Mártires de Gerace (1045). Tiene una nave central y dos pasillos laterales, cada uno dividido por 13 columnas que provienen de los antiguos templos de Locri. La cripta también es accesible. Tiene un museo, fundado en 1996.
- La pequeña San Giovannello («San Juanito», siglo X).
- Santa Maria del Mastro (1083), de rito griego hasta 1480.

## Enlaces externos

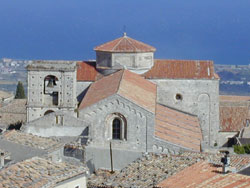
Catedral de Gerace.

## Evolución demográfica
| Gráfica de evolución demográfica de Gerace entre 1861 y 2001 |
|                                                              |
| Fuente ISTAT - elaboración gráfica de Wikipedia              |